# L.A. Woman (utwór)
L.A. Woman – piosenka amerykańskiego rockowego zespołu The Doors, autorstwa wszystkich czterech członków formacji – Raya Manzarka (organy), Robbyego Kriegera (gitara), Johna Densmore’a (perkusja) i Jima Morrisona; ten ostatni napisał słowa. Utwór nagrano na przełomie roku 1970 i 1971. Wydany został w kwietniu 1971. roku, na eponimicznym albumie – ostatnim przed tragiczną śmiercią wokalisty – L.A. Woman, tuż przed wyjazdem Morrisona do Paryża.

## Tekst
Słowa piosenki odnoszą się do autostrad, wzgórz w ogniu i jednokondygnacyjnych budynków mieszkalnych Hollywood – co jednoznaczne jest z opisywaniem krajobrazów kalifornijskiego miasta Los Angeles; a nie jak niektórzy przypuszczają stanu Luizjana (LA).

## Teledysk
W 1985 roku – 14 lat po śmierci Jima – Manzarek wyreżyserował wideoklip do tej piosenki, który miał swą premierę w muzycznej stacji MTV.